# Cyrtoxipha pallens
Cyrtoxipha pallens är en insektsart som beskrevs av Otte, D. och Perez-gelabert 2009. Cyrtoxipha pallens ingår i släktet Cyrtoxipha och familjen syrsor. Inga underarter finns listade i Catalogue of Life.